# Cristianos, ¡Salid del clóset!
Cristianos, ¡Salid del clóset!: una crítica severa al poder LGBTI es un libro del escritor colombiano Carlos Alonso Lucio donde critica con base en sus creencias religiosas la adopción de menores por parte de parejas del mismo sexo.

## Publicación
Esta obra fue publicada en el año 2015 por la  editorial Planeta en la colección Temas de hoy. Es la primera obra del autor Carlos Alonso Lucio, esposo de la exsenadora y candidata presidencial Viviane Morales, quien junto a ella promovieron el referendo para la NO adopción de niños por parejas del mismo sexo.

## Argumento
En este libro el autor afirma que la democracia colombiana vive presa de lo "políticamente correcto" y quien se atreve a exponer  sus creencias religiosas  y declararse abiertamente en contra de la adopción de menores por parte de parejas homosexuales  puede ser calificado de anticuado y retrogrado. También busca acudir al recurso de la soberanía popular que se encuentra consagrado en la Constitución, de modo que pueda ratificar o cambiar una decisión, tomada por la Corte Constitucional y habla de su  secuestro donde llegado el momento estuvo  vendado, amarrado  y a punto de ser asesinado, en ese momento afirma que de rodillas clamó a Dios y le pidió que le salvara la vida y prometió dejar la violencia y las armas.